# Korta svar på stora frågor
Korta svar på stora frågor (originaltitel: Brief Answers to the Big Questions) är en facklitterär bok som utgavs 2018 på engelska och svenska, skriven av fysikern Stephen Hawking. I boken besvarar Hawking frågor som rör bland annat Gud, artificiell intelligens, rymdkolonisering och människans framtid.

## Utgåvor
- 2018 – Hawking, Stephen (på engelska). Brief Answers to the Big Questions. London, UK: Hodder & Stoughton. Libris 22700903. ISBN 9781473695986
  - Hawking, Stephen (2018). Korta svar på stora frågor. Översättning: Helena Granström. Stockholm: Mondial. Libris 8h5nws0l6z0r0945. ISBN 9789188671752